# Saprinus australis
Saprinus australis es una especie de escarabajo del género Saprinus, familia Histeridae. Fue descrita científicamente por Boisduval en 1835.
Se distribuye por Australia. Cuerpo ovalado, convexo, élitros de color azul oscuro a negro, brillante, con ligero brillo metálico. Se ha recolectado en medio del estiércol y en cadáveres de animales.